# Gerson López
Gerson Eduardo López Barroso de Menacho (Soyapongo, El Salvador, Bolivia; 20 de enero de 2004) es un futbolista salvadoreño. Juega de guardameta y su equipo actual es el Vaca Diez de la Septima División de Cobija.

## Trayectoria
En el 2016 Gerson López pasó a formar parte de Apopa. Desde 2019 jugó en el Vendaval de la Segunda División de El Salvador. Luego de su pase al Destroyer fue fichado por el Club Deportivo FAS de la Primera División de El Salvador.

## Clubes
Actualizado al último partido jugado el 8 de diciembre de 2024.
| Club Deportivo FAS · El Salvador            | 1.ª                 | 2021-22             | 19 | (22)  | - | - | - | - | 19 | (22)  |
| Club Deportivo FAS · El Salvador            | 1.ª                 | 2022-23             | 11 | (11)  | - | - | - | - | 11 | (11)  |
| Club Deportivo FAS · El Salvador            | Total               | Total               | 30 | (33)  | 0 | 0 | 0 | 0 | 30 | (33)  |
| Club Deportivo Platense · El Salvador       | 1.ª                 | 2023                | 14 | (25)  | - | - | - | - | 14 | (25)  |
| Club Deportivo Platense · El Salvador       | Total               | Total               | 14 | (25)  | 0 | 0 | 0 | 0 | 14 | (25)  |
| Once Deportivo Fútbol Club · El Salvador    | 1.ª                 | 2024                | 23 | (25)  | - | - | - | - | 23 | (25)  |
| Once Deportivo Fútbol Club · El Salvador    | 1.ª                 | 2024                | 19 | (22)  | - | - | - | - | 19 | (19)  |
| Once Deportivo Fútbol Club · El Salvador    | Total               | Total               | 42 | (44)  | 0 | 0 | 0 | 0 | 42 | (44)  |
| Club Deportivo Hércules · El Salvador       | 1.ª                 | 2025-26             |    |       |   |   |   |   |    |       |
| Club Deportivo Hércules · El Salvador       | Total               | Total               | 0  | 0     | 0 | 0 | 0 | 0 | 0  | 0     |
| Total en su carrera                         | Total en su carrera | Total en su carrera | 86 | (102) | 0 | 0 | 0 | 0 | 86 | (102) |
| (2) No incluye goles en partidos amistosos. |                     |                     |    |       |   |   |   |   |    |       |

Segunda División de El Salvador
| Club                             | País        | Año         |
| -------------------------------- | ----------- | ----------- |
| Asociación Deportiva Apopa       | El Salvador | 2016 - 2019 |
| Club Social y Deportivo Vendaval | El Salvador | 2019 - 2020 |
| Asociación Deportiva Destroyer   | El Salvador | 2020 - 2021 |

## Palmarés
| Título           | Club      | País        | Año  |
| ---------------- | --------- | ----------- | ---- |
| Liga de Ascenso  | Destroyer | El Salvador | 2021 |
| Primera División | FAS       | El Salvador | 2022 |